# Willy Monty
Willy Monty (Feluy, 11 oktober 1939 – Feluy, 9 november 2014) was een Belgisch wielrenner.

## Levensloop en carrière
Monty werd prof in 1963. In 1964 won Monty een rit in de Dauphine-Libere. In datzelfde jaar eindigde hij als 30ste in de Ronde van Frankrijk. In 1965 won hij twee ritten in de Ronde van Catalonië. Twee jaar later behaalde hij een twaalfde plaats in het eindklassement van de Ronde van Frankrijk. In 1971 stopte Monty met wielrennen.

## Erelijst
1960
- 2e etappe deel b Triptyque Ardennaise

1962
- 3e etappe Ronde van Namen
- Algemeen klassement Ronde van Namen
- 1e etappe deel a, 3e etappe deel a, 4e etappe deel b Ronde van Luik
- 's Gravenbrakel

1964
- Hoeilaart - Diest - Hoeilaart
- Omloop van West-Brabant
- 6e etappe Critérium du Dauphiné Libéré
- deel 2: Charleroi
- Algemeen klassement Charleroi
- Leopoldsburg

1965
- 3e etappe deel b Parijs-Nice
- 6e etappe deel a, 7e etappe deel a Ronde van Catalonië
- GP du Parisien

1966
- Ciney - Vielsalm
- Jeuk - Ougrée
- Brussel-Bever
- Bracquegnies

1967
- Péruwelz
- 's Gravenbrakel

1968
- 1e etappe Ronde van Mallorca
- Oedelem

1971
- Trèfle à Quatre Feuilles

## Resultaten in voornaamste wedstrijden
| Jaar | Ronde van Italië | Ronde van Frankrijk | Ronde van Spanje |
| ---- | ---------------- | ------------------- | ---------------- |
| 1964 |                  | 30e                 |                  |
| 1965 |                  | 42e                 |                  |
| 1966 |                  | 39e                 |                  |
| 1967 |                  | 12e                 |                  |
| 1968 |                  |                     | 44e              |
| 1969 |                  | opgave              | 68e              |
| 1970 |                  |                     |                  |
| 1971 |                  |                     |                  |

| Jaar | Milaan-San Remo | Gent-Wevelgem | Ronde van Vlaanderen | Parijs-Roubaix | Amstel Gold Race | Luik-Bast.‑Luik | Ronde van Lombardije | Waalse Pijl | Brabantse Pijl | Parijs-Brussel |
| ---- | --------------- | ------------- | -------------------- | -------------- | ---------------- | --------------- | -------------------- | ----------- | -------------- | -------------- |
| 1964 | 67e             | 27e           | 32e                  |                |                  | 8e              | 41e                  | 19e         | 7e             |                |
| 1965 |                 |               |                      | 25e            |                  | 13e             | 10e                  | 15e         |                | 7e             |
| 1966 |                 |               | 55e                  |                | opgave           | 13e             |                      | 17e         |                | 26e            |
| 1967 | 56e             |               | 6e                   |                |                  | Brons           |                      | 6e          | 9e             |                |
| 1968 |                 |               |                      |                |                  |                 |                      | 23e         |                |                |
| 1969 | 29e             |               |                      |                |                  |                 |                      |             | Brons          |                |
| 1970 |                 |               |                      | 27e            | 25e              | 27e             |                      | 22e         |                |                |
| 1971 |                 | 45e           |                      |                |                  |                 |                      |             |                |                |